# Ravna Reka (Vladičin Han)
Pour les articles homonymes, voir Ravna Reka.
Ravna Reka (en serbe cyrillique : Равна Река) est un village de Serbie situé dans la municipalité de Vladičin Han, district de Pčinja. Au recensement de 2011, il comptait 83 habitants.

## Démographie
| 1948 | 1953 | 1961 | 1971 | 1981 | 1991 | 2002 | 2011 |
| ---- | ---- | ---- | ---- | ---- | ---- | ---- | ---- |
| 741  | 770  | 715  | 599  | 387  | 279  | 167  | 83   |

|  |